# Andrew Gallagher
Andrew „Andy” Gallagher az Odaát (Supernatural) című televízióssorozat kitalált szereplője, akit Gabriel Tigerman alakít. Ava a sorozat egyik mellékszereplője.

## Háttér
Andy egy fiatal srác, aki egy oklahomai kisvárosban éli mindennapjait. 23 éves kora óta egy különleges képesség birtokában van, méghozzá embereket tud irányítani a gondolatával. A fiúnak van egy feltűnő mikrobusza, melynek egy barbár királynő van az oldalára festve, miközben az egy jegesmedvén lovagol. Andy valójában nem is tudja, hogy van egy ikertestvére, Ansem Weems, aki szintén hasonló képességgel rendelkezik, ugyanis mindkettejük Azazel kiválasztottjai.

## 2. évad
Andy először az évad elején tűnik fel, amikor Sam és Dean egy nyomozása során a fiúba botlik. Andrew kihasználva képességeit, ellopja Dean Impaláját, a fivérek azonban később megtalálják és elfogják. Andy hiába próbálkozik, Samre nem hat irányítóképessége, valószínűleg mert ő is kiválasztott. 
A két Winchester fiú kideríti, hogy Andy-t annak idején adoptálták, az adoptálást vezető orvos és a srác valódi anyja, Holly Beckett azonban az elmúlt napokban öngyilkosak lettek. Később kiderül, hogy a fiúnak van egy Ansem Weems nevű ikertestvére, aki ugyanolyan képességgel rendelkezik, mint fivére, ám ő ezt rossz dolgokra használja: ugyanis ő kényszerítette az orvost és anyját az öngyilkosságra, ráadásul most újabb áldozatokat akar. Mikor erre Andy  rájön, végül saját maga öli meg Ansemet.
Az évad végén Andy ismét feltűnik az évadban, amikor is Azazel őt, Samet és még néhány hozzá hasonló, különleges képességű fiatalt -Jake-et, Lily-t és Avát- egy kihalt városba hurcol, hogy itt aztán egymásnak uszítsa őket, és a végén csak egy maradjon közülük. Ennek köszönhetően Ava egy óvatlan pillanatban ráuszít egy démont Andy-re, akit ezután szétmarcangol és megöl a szörnyeteg.

Andy mikrobusza